# Wonna
Wonna – wieś w Polsce, położona w województwie warmińsko-mazurskim, w powiecie nowomiejskim, w gminie Biskupiec.
| SIMC    | Nazwa     | Rodzaj    |
| ------- | --------- | --------- |
| 0840585 | Dębieniec | część wsi |
| 0840591 | Dura      | część wsi |
| 1044703 | Parcele   | część wsi |
| 1044732 | Ryga      | część wsi |

W latach 1975–1998 miejscowość administracyjnie należała do województwa toruńskiego.
W pobliżu wsi, nad jeziorem Karaś znajdują się pozostałości po kurhanie z epoki żelaza (kultura halsztacka). O okresie przynależności do państwa krzyżackiego prawdopodobnie był tu zamek obronny, gdyż zapis z 1272 r. wspomina komtura Ottona z Wonny (Wonnenburg), który razem z innymi komturami chełmińskimi spotkał się w Radzynie. Prawdopodobnie komturowie z Wonny przenieśli się ok. roku 1325 do Nowego Miasta, a później do Bratianu. Prawdopodobnie mieściła się tu także siedziba wójta, którą później przeniesiono do Nowego Miasta Lubawskiego.
W czasach krzyżackich był we wsi kościół murowany pw. św. Leonarda i mieściła się we wsi parafia. Uposażeniem proboszcza były cztery włóki (dokument lokacyjny zaginął, więc nie wiadomo z którego roku pochodzi nadanie). Sołtys z Wonny akt lokacyjny wiózł do Krakowa, aby uzyskać od króla nowe potwierdzenie własności (działo się to w okresie koronacji Zygmunta III), jednak w lesie koło Rypina został napadnięty, obrabowany i zabity a pierwotny dokument lokacyjny bezpowrotnie zaginął. Złoczyńców pojmano i wzięto na tortury jednak zaginionych dokumentów nie odzyskano. W późniejszym okresie cztery włoki, należące do parafii były podzielone: dwie znajdowały się w Wonnie, a dwie w Małej Wólce. W 1833 r. udało się zamienić na dogodniej położone cztery włoki w Szwarcenowie. Szkoła i plebania znajdowały się koło cmentarza.
O kościele wspominają dokumenty z 1625 r., kiedy do niejaki Mikołaj Cibor darował na rzecz utrzymania kościoła dom i ogród. W 1670 roku kanonik Strzesz, wizytator biskupa Olszowskiego, nie zastał już kościoła – zachowało się ogrodzenie cmentarza i szczątki murów kościoła (cmentarz to także miejsce wokół kościoła, bowiem dawniej ludzi chowano wokół kościołów, a miejsce to nazywano cmentarzem). Wizytator zanotował także szczątki wielkiego ołtarza. Po szkole i plebanii zostały tylko gruzy. Wszystkie te zniszczenia były za sprawą Szwedów, którzy zniszczyli cała wieś. W wykazie zabytków z 1953 r. wymieniane są w Wonnie sklepione piwnice na terenie cmentarza, będące pozostałością po dawnym kościele.
W 1921 roku stacjonowała tu placówka 13 batalionu celnego, a następnie placówka Straży Celnej „Wonna”.
W kwietniu 1945 czterech pijanych żołnierzy sowieckich spacyfikowało wieś, pobiło mieszkańców i zamordowało interweniującego milicjanta.

## Zabytki
- neogotycka kaplica